# کیم دونگ وان
کیم دونگ وان (کره‌ای: 김동완؛ زادهٔ ۲۱ نوامبر ۱۹۷۹) خواننده و بازیگر اهل کره جنوبی است که به عنوان عضو گروه پسرانهٔ شینهوا شناخته می‌شود. او از سال ۲۰۰۲ حرفهٔ بازیگری خود را آغاز کرد و در مجموعه‌های تلویزیونی همچون فرزندان بهشت ایفای نقش کرده‌است.